# 골드스톤 보손
골드스톤 보손(영어: Goldstone boson) 또는 난부-골드스톤 보손(영어: Nambu-Goldstone boson, NGBs)은 자발 대칭 깨짐을 갖는 이론에서 등장하는 질량이 0인 보손이다. 골드스톤 정리에 따라, 자발 대칭 깨짐이 일어나면 항상 파괴된 대칭의 수 만큼 골드스톤 보손이 존재한다.

## 역사
난부 요이치로가 BCS 이론을 바탕으로 하여 1960년에 최초로 제안하였다. 제프리 골드스톤이 그 이론을 정리하고, 양자장론의 체계에서 일반화시켰다.

## 성질
일반적으로 골드스톤 보손은 스핀 0인 스칼라 보손이다. (다만 초대칭이 깨져 생긴 골드스톤 입자는 페르미온이다.) 골드스톤 보손은 깨진 대칭의 생성원(internal symmetry generator)에 대응되며 해당하는 양자수로 규정된다. 이들은 생성원의 작용에 의해 비선형적으로 변형되어 진공의 대칭성을 벗어난 들뜬 상태가 될 수 있다. 따라서 이들은 군 공간에서의 대칭 방향이 깨어진 장에서의 들뜬 상태로 해석할 수 있으며, 자발 대칭 깨짐이 '명백한 깨짐'이 아니라면 질량이 없다. 즉 진공이 여전히 갖는 대칭성을 제외하고 다른 자유도로 움직힐 수 있는 연속대칭성이 있다면 해당 자유도 방향에 대응되는 질량이 0인 입자가 존재한다는 것이다.
일반적으로 골드스톤 보손은 질량이 0이다. 만약 대칭성이 정확한 대칭이 아니라 단지 근사적인 대칭이라면 골드스톤 보손은 상대적으로 가벼운 질량을 가진다. 대칭이 더 근사적일수록 그 골드스톤 보손의 질량이 크다. 이런 경우를 유사 골드스톤 보손(영어: pseudo-Goldstone boson)이라고 한다. 예를 들어, 강력의 경우, 위 쿼크와 아래 쿼크를 섞는 아이소스핀이라는 근사적 SU(2) 대칭이 있다. (이 대칭은 위 쿼크와 아래 쿼크가 질량을 가지므로 근사적이다.) 이에 따라 생기는 유사 골드스톤 보손은 파이온으로, 중간자 가운데 질량이 가장 작다.
대칭 가운데 게이지 대칭이 깨지는 경우에는 힉스 메커니즘에 따라 따로 골드스톤 보손이 존재하지 않고, 대신 깨진 게이지 대칭에 대응하는 게이지 보손이 질량을 가지게 된다. (대칭이 깨지지 않는 경우에는 게이지 보손은 항상 0의 질량을 가진다.) 이러한 힉스 메커니즘을 간혹 게이지 보손이 골드스톤 보손을 "삼켜" 질량을 얻는다고 비유적으로 표현한다. 예를 들어, 표준 모형에서는 전약력의 SU(2)×U(1) 대칭이 저절로 깨져, W보손과 Z보손이 질량을 갖게 된다.

## 골드스톤 정리
골드스톤 정리(영어: Goldstone's theorem)는 자발 대칭 깨짐에 의하여 골드스톤 보손이 생성되는 사실을 보장하는 수학적 정리다. 정확히 말하자면, 어떤 계의 라그랑지언이 연속적인 대칭을 갖는다고 하자. 이 연속적 대칭은 리 군으로 나타내어진다. 라그랑지언이 최소가 되는 지점을 바닥 상태라고 하며, 양자장론에서는 진공이라고 부른다. 특수한 경우, 이론의 바닥 상태는 그 라그랑지언의 대칭 중 일부만 따르는 경우가 있다. 즉 이론의 바닥 상태의 대칭군은 이론 자체의 대칭군의 부분군이다. 이런 경우를 자발 대칭 깨짐이라고 한다. 골드스톤 정리에 따르면, 이론 자체의 대칭군이 {\displaystyle N}차원, 바닥 상태의 대칭군이 {\displaystyle N'}차원이라면, 그 바닥 상태를 기준으로 이론을 기술하면 그 이론은 {\displaystyle N-N'}개의 무질량 스칼라 입자를 포함한다. 이를 골드스톤 보손이라고 부른다.
응집물질물리학에서도 골드스톤 정리가 등장한다. 여기서는 골드스톤 보손은 깨진 대칭에 대응되는 질서 도움변수(order parameter)의 장주파 요동으로 해석할 수 있다.

### 증명
진공 상태 {\displaystyle |0\rangle }이 어떤 물리적 대칭에 대하여 불변이지 아니하다고 하자. 그 대칭의 보존량의 연산자를 {\displaystyle Q}라고 부르자. 즉
{\displaystyle {d \over dt}Q=0}.
진공이 대칭에 따라 변화하므로,
{\displaystyle Q|0\rangle \neq 0}.
이 상태의 질량은 슈뢰딩거 방정식에 따라
{\displaystyle mQ|0\rangle =HQ|0\rangle =i{\frac {d}{dt}}Q|0\rangle =0}.
(여기서 {\displaystyle m}은 질량, {\displaystyle H}는 해밀토니안이다.) 따라서 {\displaystyle Q|0\rangle }은 질량이 0인 모드다. 즉 이 이론은 질량 간극(mass gap)을 지니지 않는다.
물론 실제로 {\displaystyle Q}를 정의하려면 적절한 극한을 취하여야 한다. 예를 들어, 다음과 같이 조절하자.
{\displaystyle {d \over dt}Q_{A}={d \over dt}\int _{x}e^{-x^{2} \over 2A^{2}}J^{0}(x)=-\int _{x}e^{-x^{2} \over 2A^{2}}\nabla \cdot J=\int _{x}\nabla (e^{-x^{2} \over 2A^{2}})\cdot J}.
여기서 {\displaystyle A}는 조절에 따른 상수다. 이는
{\displaystyle \|{d \over dt}Q_{A}|0\rangle \|\approx {1 \over A}\|Q_{A}|0\rangle \|}
을 만족한다. 따라서 이 상태의 경우 질량은
{\displaystyle m\leq 1/A}
이다. 그러나 {\displaystyle A}는 임의로 크게 할 수 있으므로, 질량 간극은 0이다.
만약 이 대칭이 물리적 대칭이 아니라 게이지 대칭이라면, {\displaystyle Q|0\rangle \sim |0\rangle }이므로 골드스톤 정리는 성립하지 않는다.

## 같이 보기
- 힉스 메커니즘
- 힉스 보손
- 진공 기댓값